# Cucaita
Cucaita es un municipio colombiano ubicado en la provincia del Centro, en el departamento de Boyacá. Está situado a unos 144 km de la ciudad de Bogotá.

## Toponimia
El topónimo Cucaita, en muysc cubun (idioma muisca) está formado por los términos cu, «semejanza», ca, «cercado», «fortaleza» o «mansión regia del soberano», i, «sombra» y «ta», labranza. En conjunto, este vocablo significa "Cercado del Seminario".

## Historia

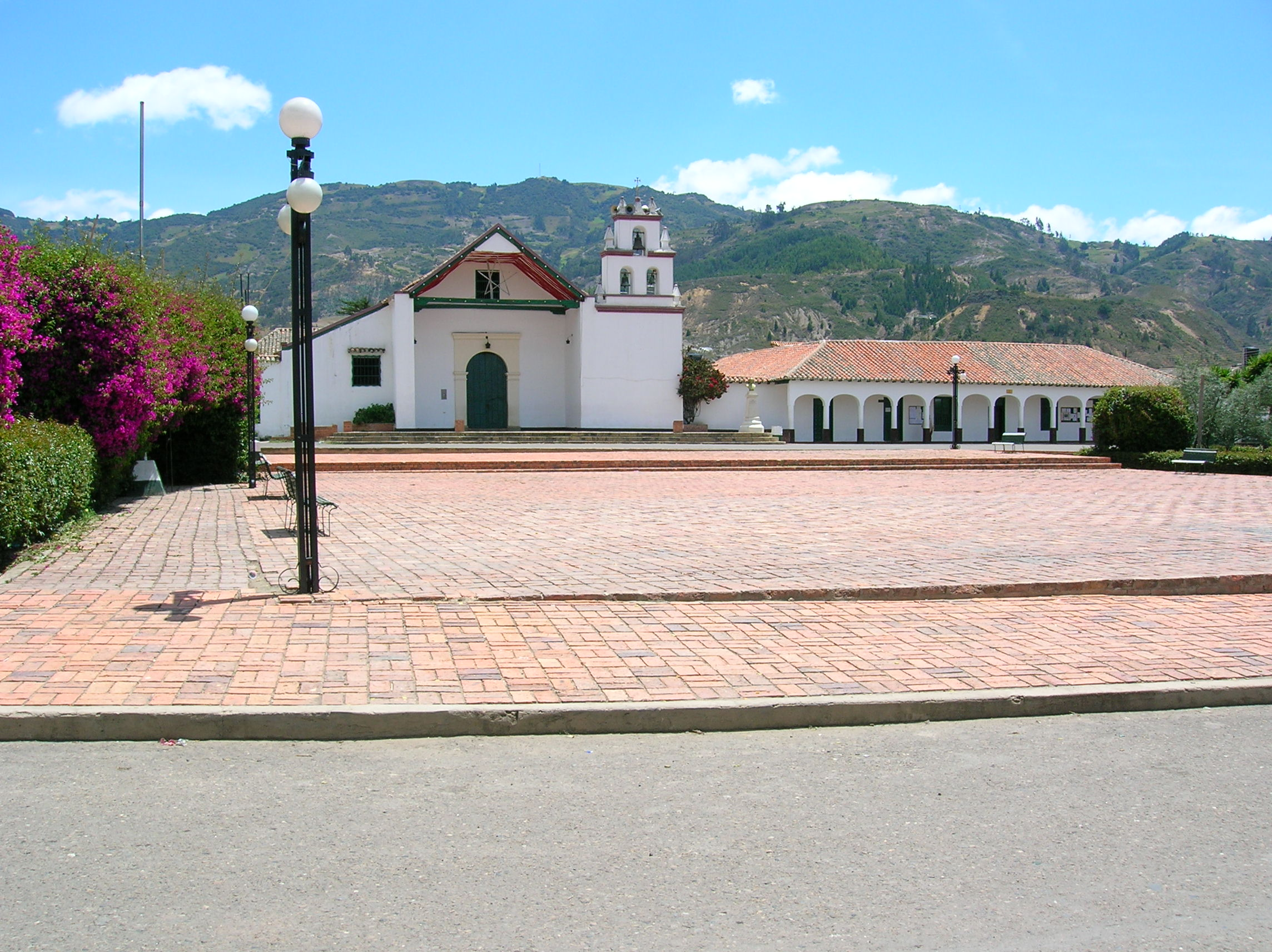
Parque principal de Cucaita.

En la época precolombina, el territorio del actual municipio estuvo habitado por los muiscas, que tenían allí uno de sus principales "seminarios" de formación para los chyquy (sacerdotes muiscas). En aquel tiempo, una inmensa laguna ocupaba buena parte del valle que se extiende entre Cucaita y Samacá. En las riberas de dicha laguna, se asentaban los cacicazgos independientes de Saquencipa, Moniquirá y Sáchica. El cacicazgo de Cucaita estaba ubicado en la ribera oriental de la desaparecida laguna. El caserío se encontraba un poco retirado de la orilla de la laguna, en lo que hoy son predios de Escalones y Cuesta en Medio.

## Geografía

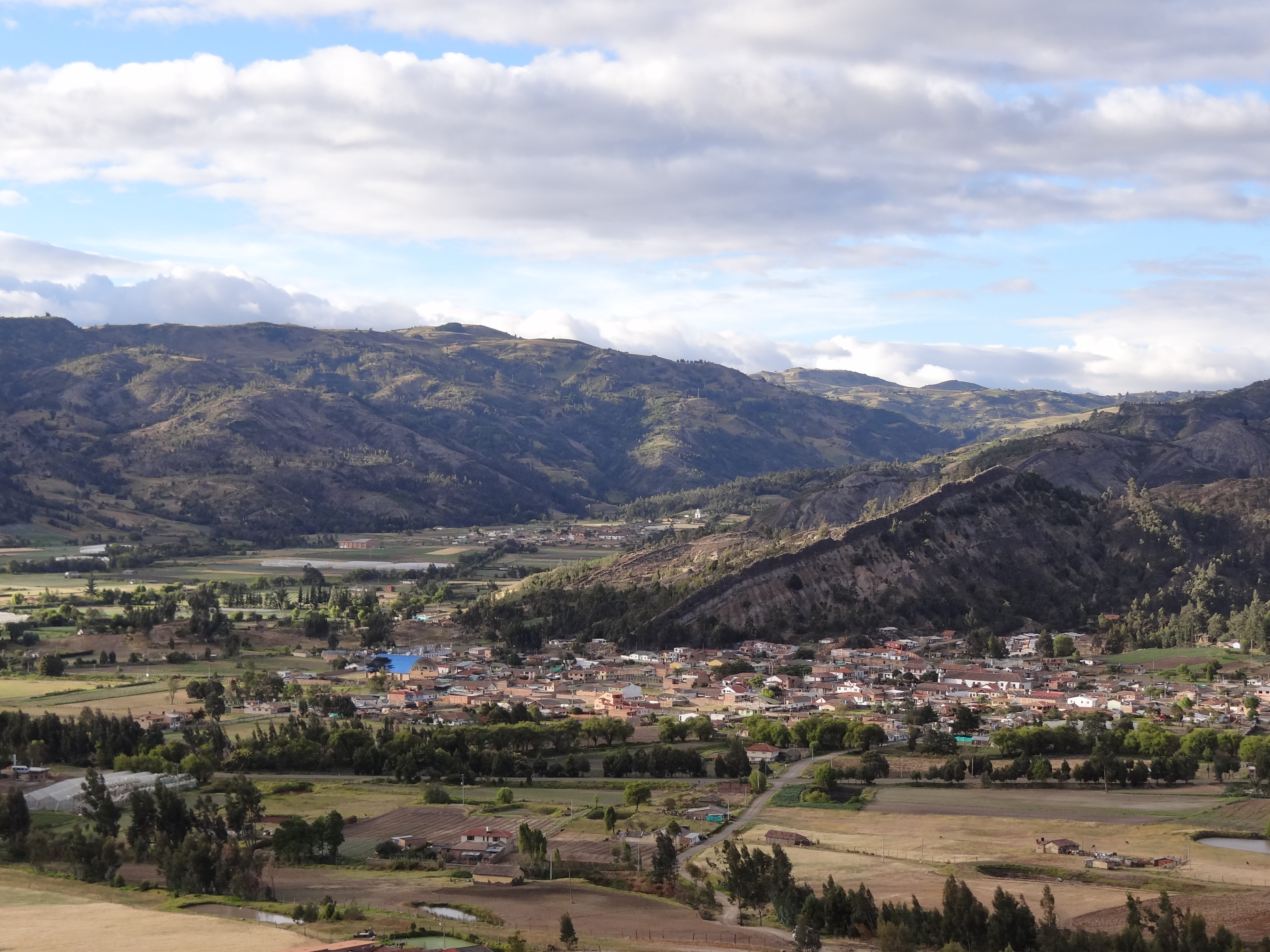
Vista del relieve geográfico de Cucaita.

Cucaita se ubica en la Cordillera Oriental, al noreste del departamento de Boyacá. Su cabecera municipal se encuentra a una altitud aproximada de 2650 m s. n. m., con una temperatura promedio anual de 14,2 °C.
Límites
Cucaita limita al norte con el municipio de Sora, al oriente con Tunja, la capital del departamento, al sur con Tunja y Samacá y al occidente con Samacá.

## Economía
La base de la economía del municipio es la agricultura, actividad ejercida por un 90 por ciento de sus habitantes. Los productos agrícolas más importantes son la papa, la arveja, el maíz, el trigo, la cebada, la cebolla y la remolacha.

## Cucaitenses ilustres

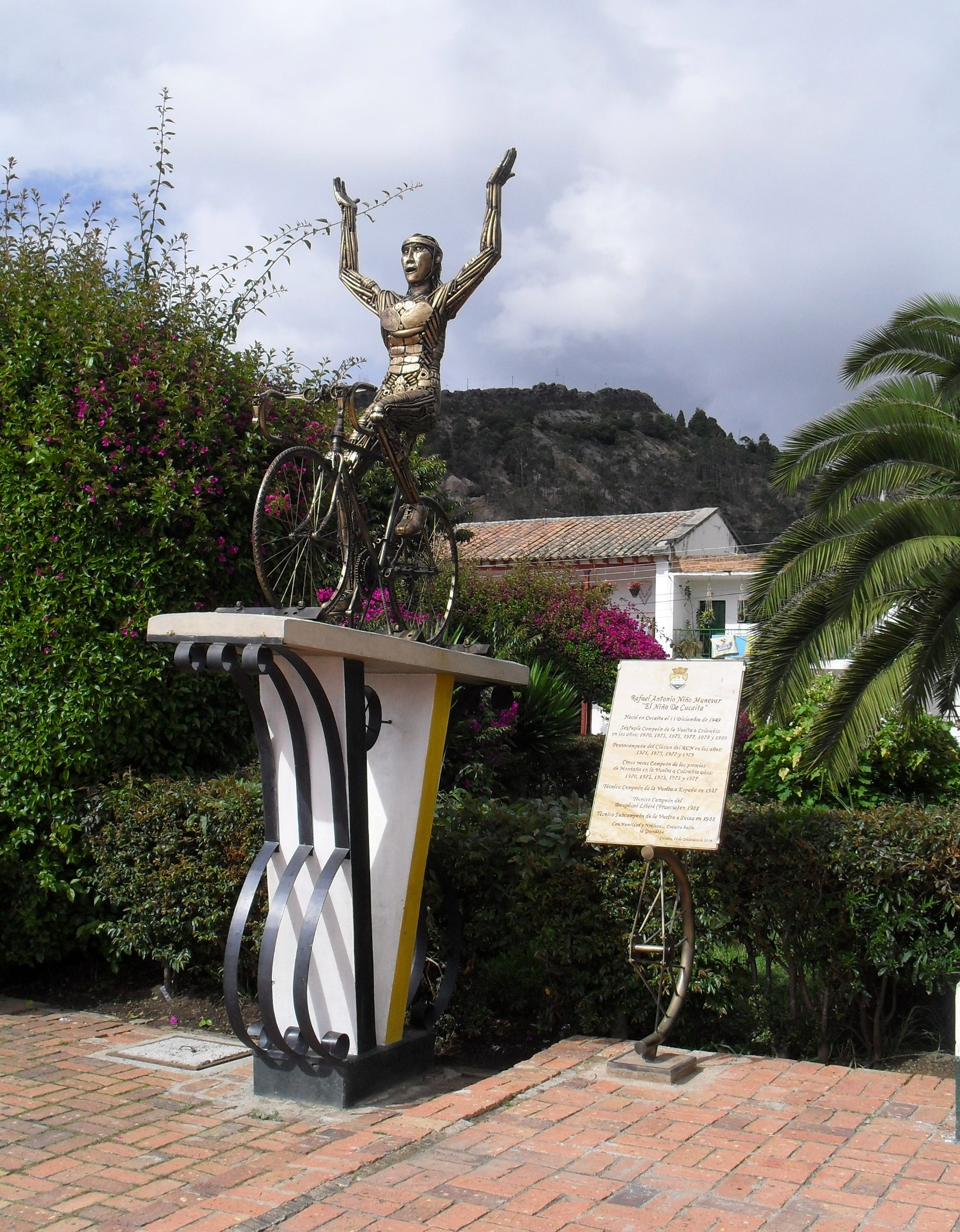
Monumento en honor a Rafael Antonio Niño, ciclista cucaitense.

- Rafael Antonio Niño (1949-): Ciclista de ruta retirado que compitió en la década de 1970 y ostenta el récord de 6 títulos de la Vuelta a Colombia y 5 triunfos en el Clásico RCN, las competencias ciclísticas más importantes del país.[7] Se hizo profesional de 1973 a 1974 compitiendo en el Giro de Italia, tras lo cual regresó a Colombia. Luego de su retiro se desempeñó como director técnico del equipo Café de Colombia participando en el Tour de Francia durante la década de 1980.[8]

## Leyendas locales
Peña parida: Cuenta la leyenda que cuando no existía el fósforo para prender el fuego en cada hogar, era costumbre dejar por la noche en medio de las piedras del fogón un tizón encendido. Al día siguiente, al amanecer era fácil reactivar el fuego soplando suavemente las brasas. Quien no tuviese fuego en la mañana, debía tomar un tiesto y dirigirse a la casa vecina con dos carbones apagados para pedir prestadas unas brasas encendidas y regresar luego a toda prisa a iniciar su propio fuego.
Una mañana de tibio amanecer una señora con un niño cargado en la espalda tuvo que ir a pedir fuego prestado. Esto debía hacerse al despuntar el alba, dejar que el sol saliera en el horizonte sin prender el fuego y sin dar la changua al marido era nefasto augurio. La señora , aquella mañana, salió en busca de fuego pasando por la cuchilla de la peña. Justamente cuando caminaba por el espinazo de aquella roca, apareció candente sol sobre Piedras gordas. La pobre mujer con el tiesto en la mano y el niño en su espalda quedó petrificada.
Una enorme piedra con silueta de mujer parida, desafía al tiempo y el espacio.

## Servicios públicos
- Energía Eléctrica: Empresa de Energía de Boyacá (EBSA), es la empresa prestadora del servicio de energía eléctrica.
- Gas Natural: Vanti es la empresa distribuidora y comercializadora de gas natural en el municipio.